# البطاقة الزرقاء (الاتحاد الأوروبي)

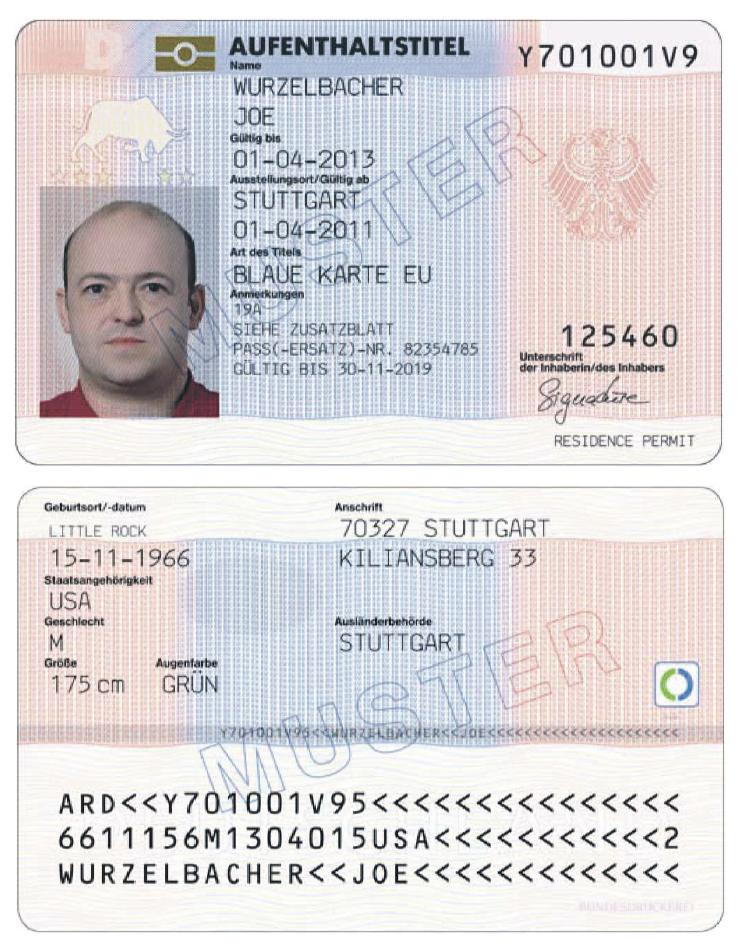
نسخة ألمانية للبطاقة الإلكترونية

البطاقة الزرقاء هي تصريح عمل موثق في جميع دول الاتحاد الأوروبي (توجيه مجلس الاتحاد الأوروبي 2009/50/EC) يسمح للمواطنين أصحاب الكفاءة العالية من خارج الاتحاد الأوروبي حسب هجرة انتقائية بالعمل والعيش في أي دولة داخل الاتحاد الأوروبي، ما عدا الدنمارك وأيرلندا والمملكة المتحدة التي لا تخضع لهذا المقترح. استحدث فريق مؤسسة بروغل البحثية مصطلح البطاقة الزرقاء، وهو مستوحى من البطاقة الخضراء للولايات المتحدة مع الإشارة إلى علم الاتحاد الأوروبي ذي اللون الأزرق ومرصع عليه اثنتا عشرة نجمة ذهبية.
قدمت المفوضية الأوروبية مقترح البطاقة الزرقاء لتعرض فيه إجراء أحادي المسار للمواطنين من خارج الاتحاد الأوروبي للتقدم بطلب للحصول على تصريح عمل تستمر صلاحيته لمدة عامين ويمكن تجديده بعد ذلك. سيُمنح حاملو البطاقة الزرقاء سلسلة من الحقوق، مثل القواعد المساعدة على لم شمل الأسرة. يحث المقترح أيضًا على التعبئة الجغرافية في الاتحاد الأوروبي، بين الدول الأعضاء المختلفة، لحاملي البطاقة الزرقاء. ويعد الأساس القانوني لهذا الاقتراح هو المادة 63 (3)(أ) من معاهدة روما، التي تنص على أنه ينبغي على المجلس اتخاذ تدابير بشأن سياسات الهجرة المتعلقة بـ "شروط الدخول والإقامة ومعايير بشأن إجراءات القضية من قبل الدول الأعضاء" وتدابير "تحدد الحقوق والأوضاع التي بموجبها يجوز لـ رعايا البلدان الثالثة المقيمين بشكل قانوني في دولة من الدول الأعضاء الإقامة في الدول الأعضاء الأخرى.

## المقترح
قدم رئيس المفوضية الأوروبية دوراو باروسو ومفوض شؤون الأمن والعدل والحرية فرانكو فراتيني مقترح البطاقة الزرقاء في مؤتمر صحفي في ستراسبورغ في 23 أكتوبر عام 2007. وكان الدافع وراء تقديم باروسو لهذا المقترح هو افتقار الاتحاد الأوروبي إلى العمالة والمهارات في المستقبل، والصعوبة التي يواجهها عمال البلدان الثالثة في التنقل بين الدول الأعضاء المختلفة بغرض العمل، وإجراءات القبول المتضاربة للـ 27 دولة الأعضاء، و«فجوة الحقوق» بين مواطني الاتحاد الأوروبي والمهاجرين الشرعيين.
ولقد قدم هذا المقترح مع اقتراح آخر، وهو COM (2007) 638، يتضمن إجراء تطبيق مبسط ومجموعة مشتركة لحقوق عمال البلدان الثالثة المقيمين بشكل شرعي.
تم اختيار اسم 'البطاقة الزرقاء' للإشارة إلى المهاجرين المحتملين وتعد البطاقة الزرقاء بديلاً أوروبيًا للبطاقة الخضراء في الولايات المتحدة. فاللون الأزرق هو اللون السائد في الاتحاد الأوروبي.

## ردود الفعل الدولية
لقد لاقى الاتحاد الأوروبي انتقادات كثيرة قبل تقديم هذا المقترح بفترة قصيرة. أشارت السيدة مانتو شابالا - مسيمانغ وزيرة الصحة بجنوب إفريقيا إلى حقيقة أن العديد من الدول الأفريقية تعاني بالفعل من هجرة عمال الصحة المدربين وقالت أن هذا المقترح ربما يفاقم المشكلة. بينما ذهب أستاذ القانون الدولي الاقتصادي تاج الدين الحسيني أيضًا إلى أن «هذا شكل جديد للاستعمار والعنصرية ومن الصعب أن يلاقي دعمًا من الدول الجنوبية».
إن الأطروحة التي قدمها بجوركلوند في عام 2011 بعنوان التأثيرات المحتملة لتوجيهات الاتحاد الأوروبي على الدول النامية في المنطقة من خلال هجرة العمالة المدربة ومع التركيز على جمهورية مالي تستنتج أنه يبدو على المهاجريين الماليين المدربيين في العموم أنهم منذ بداية خروجهم وهم يفكرون في العودة إلى أوطانهم بعد مدة محددة يحملون معهم رأس مال بشري في أشكال مهارات وخبرات ومعلومات ووجهات نظر مختلفة في أساليب العمل. وأثناء إقامتهم بالخارج، غالبًا ما تمثل التحويلات النقدية من المغتربين مصدرًا مهمًا من مصادر الدخل لبلد المنشأ.

## الموافقة
في 20 نوفمبر 2008، راجع البرلمان الأوروبي مقدمة البطاقة الزرقاء بينما أوصى ببعض التوصيات لمكافحة هجرة العقول وأيد وجود مرونة أكثر للدول الأعضاء في الاتحاد الأوروبي. ومع ذلك فإن العديد من هذه المقترحات تم تجاهلها في التشريعات اللاحقة التي صدرت في 25 مايو 2009. وقُدمت بعض الحلول التوافقية، مثل «على الدول الأعضاء تحديد حصص لحاملي البطاقة الزرقاء أو حظرها حسب ما يرونه مناسبًا» تتسبب قواعد البطاقة الزرقاء أيضًا في مشاكل مع التوجيهات الأوروبية بشأن الإقامة الدائمة.

## التنفيذ
بعد عدة سنوات من الوقت الذي كان من المفترض فيه دخول هذه البطاقة حيز التنفيذ، استمرت الدول الأعضاء في سن القوانين والتوجيهات وتنفيذها. وبالفعل، قدمت مجموعات التفكير أفكارًا مُعدة لاستكمال البطاقة الزرقاء ومعالجة نقاط الضعف بها.
وقد سنّت ألمانيا جميع التشريعات المتعلقة بالبطاقة الزرقاء في أبريل 2012 مع التركيز على المهارات اللغوية ومجالات الاحتياج مثل الهندسة والرياضيات وتكنولوجيا المعلومات.